# Sinonim (biologie)
În nomenclatura științifică, un sinonim este un nume științific care se aplică unei vietăți care (în momentul actual) folosește un nume științific diferit, deși zoologii folosesc termenul oarecum diferit. De exemplu, Carl Linnaeus a fost primul care i-a dat numele științific molidului norvegian, pe care l-a denumit Pinus abies. Acest nume nu mai este utilizat: acum este un sinonim pentru numele științific curent de Picea abies.

## Vezi și
- Nomenclatură binară